# Monk Montgomery

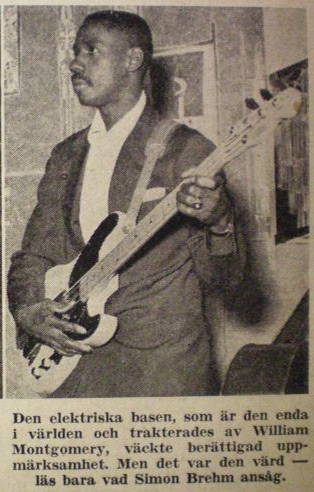
Monk Montgomery

Monk Montgomery (* 10. Oktober 1921 in Indianapolis, Indiana als William Howard Montgomery; † 20. Mai 1982 in Las Vegas) war ein US-amerikanischer Bassist (Kontrabass, elektrischer Bass) des Modern Jazz.

## Leben
Monk Montgomery war der ältere Bruder von Buddy und Wes Montgomery. Er war weitgehend Autodidakt, spielte bei Lionel Hampton, Georgie Auld, Art Farmer und Jerry Coker. 1957 bildete er in San Francisco mit seinem Bruder Buddy, dem Pianisten Richard Crabtree und dem Schlagzeuger Benny Barth sowie zeitweise auch mit Wes Montgomery das Quartett Mastersounds.
Es orientierte sich an der Besetzung des Modern Jazz Quartets; 1958 spielten sie auf dem Monterey Jazz Festival. Ihr gefälliger, swingender Sound hatte jedoch wenig Erfolg.
1960 bildete er mit seinen beiden Brüdern Wes und Buddy die Formation Montgomery Brothers Quartet, war in San Francisco und Los Angeles tätig und spielte 1965 bei Jack Wilson  und 1966 bei Cal Tjader. 1968 trat er mit seinen Brüdern noch einmal beim Berkeley Jazz Festival auf. Bis zu Wes Montgomerys Tod im selben Jahr traten sie als Trio auf. Danach arbeitete er mit Bill Cosby und eigenen Formationen. Von 1970 bis 1972 gehörte er Red Norvos Trio in Las Vegas an und engagierte sich dort für die Aufführungen von Jazz und zeitgenössischer Musik. 1975 engagierte er sich in der von ihm gegründeten World Jazz Association in Las Vegas, die wesentliche Impulse für die dortige Szene gab.
Monk Montgomery spielte als einer der ersten Musiker einen elektrisch verstärkten Bass in der Band von Lionel Hampton.

## Diskografie

### Aufnahmen mit den Mastersounds und den Montgomery Brothers
- Mastersounds: Swinging with the Mastersounds (Fantasy/OJC, 1960)
- Mastersounds: A Date with the Mastersounds (Fantasy/OJC, 1961)
- George Shearing with the Montgomery Brothers (1962)
- A Date with the Montgomery Brothers (Milestone, 1961)
- Montgomery Brothers: Groove Yard (Milestone, 1961), Encores (Milestone, 1960–63)
- Wes Montgomery: Echoes of Indiana Avenue (Resonance, 1957/58, ed. 2012), Far Wes (Pacific, 1958–59); Fingerpickin’ (Pacific JaZZ, 1957–58),Wes & Friends (Milestone, 1961)

### Aufnahmen als Sideman
- Kenny Burrell: Ellington is Forever (Fantasy 1975)
- Art Farmer: Art Farmer Sextet (OJc, 1952–54)
- Lionel Hampton: Oh Rock! (Natasha, 1953)
- Hampton Hawes: The Green Leaves of Summer (Contemporary, 1964)
- Jack Wilson: Ramblin’ (Fresh Sound, 1966)